# Gonatodes caudiscutatus
Gonatodes caudiscutatus este o specie de șopârle din genul Gonatodes, familia Gekkonidae, descrisă de Günther 1859. A fost clasificată de IUCN ca specie cu risc scăzut. Conform Catalogue of Life specia Gonatodes caudiscutatus nu are subspecii cunoscute.